# Ordre de Lāčplēsis
L'ordre de Lāčplēsis est la première et plus haute décoration militaire lettone, elle est créée en 1919 par Jānis Balodis alors commandant en chef de l'armée. Cette distinction doit son nom au héros épique éponyme Lāčplēsis. L'ordre comprend trois degrés : première, seconde et troisième classe.

## Description

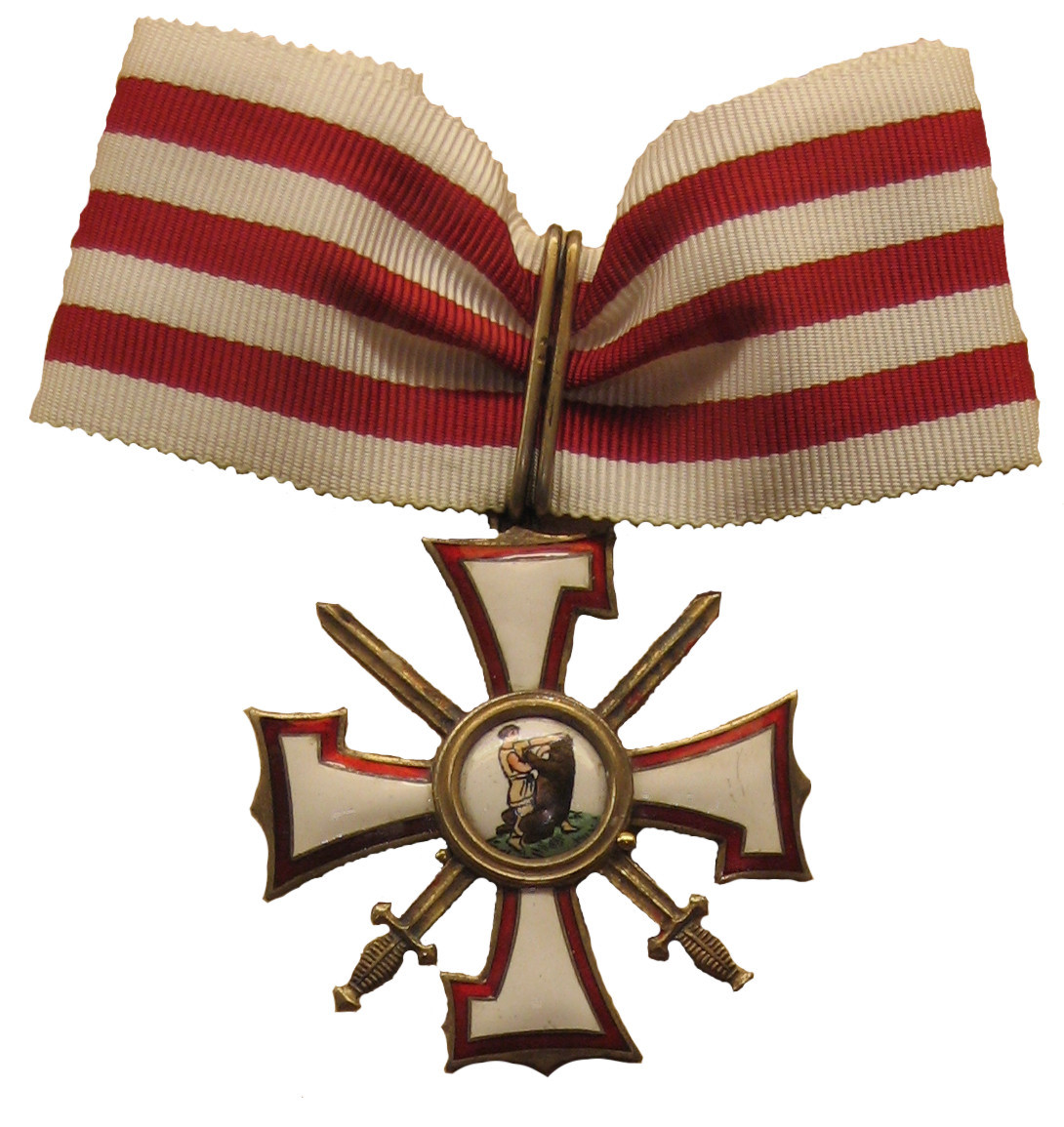
Médaille de l'ordre de Lāčplēsis

La médaille est faite de deux épées qui se croisent, de biais, sur fond d'une svastika rouge bordée d'or. Au centre se trouve une médaille où le héros se bat à mains nues avec un ours. L'avers porte la date 11 novembre 1919 avec la gravure « Par Latviju » (pour la Lettonie). Sur la tranche se trouvent les lettres H.B. pour Hermanis Banks qui fit la gravure, le dessin est de J. Liberts.

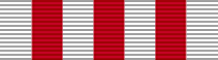
Ruban de l'ordre

## Récipiendaires

### 1919-1928
- 1e classe : décernée à 11 personnes.
- 2e classe : décernée à 61 personnes (11 Lettons, 43 étrangers).
- 3e classe : décernée à 2 072 personnes (1 600 soldats lettons, 202 civils lettons et 271 étrangers). Elle est décernée à 11 Lituaniens, 47 Allemands, 15 Russes, 9 Polonais, 4 juifs et 3 Biélorusses mais aussi à trois femmes.

En France, la ville de Verdun en est récipiendaire ainsi que Ferdinand Foch.

### 1929-2010
À partir de la fin de la Première Guerre mondiale, l'ordre ne fut plus délivré. À la suite de l'occupation de la Lettonie par les troupes soviétiques, qui dura jusqu'en 1991, l'ordre de Lāčplēšis fut supprimé, et étant un ordre de guerre, il n'a pas encore été renouvelé, comme le furent les autres ordres lettons.